# 马耶布瓦
马耶布瓦（法語：Maillebois，法語發音：[majbwa]）是法国厄尔-卢瓦省的一个市镇，属于德勒区。

## 地理
马耶布瓦（48°37'46"N, 1°8'54"E）面积41 平方千米，位于法国中央-卢瓦尔河谷大区厄尔-卢瓦省，该省份为法国北部内陆省份，北起顺时针与厄尔省、伊夫林省、埃松省、卢瓦雷省、卢瓦-谢尔省、萨尔特省和奧恩省接壤。
与马耶布瓦接壤的市镇（或旧市镇、城区）包括：拉翁、卢维利耶莱佩尔什。

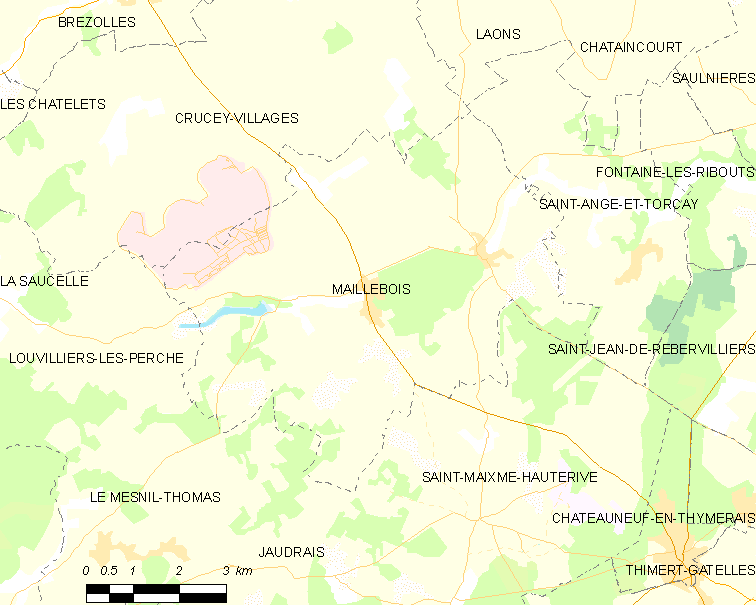
马耶布瓦的OSM定位图

马耶布瓦的时区为UTC+01:00、UTC+02:00（夏令时）。

## 行政
马耶布瓦的邮政编码为28170，INSEE市镇编码为28226。

## 政治
马耶布瓦所属的省级选区为圣吕班德容什雷县。

## 人口

1962-2008年间马耶布瓦人口变化图示

马耶布瓦于2022年1月1日时的人口数量为926人。